# Glyptosternon reticulatum
Glyptosternon reticulatum är en fiskart som beskrevs av Mcclelland 1842. Glyptosternon reticulatum ingår i släktet Glyptosternon och familjen Sisoridae. Inga underarter finns listade i Catalogue of Life.